# Volume One (Sleep)
| Recensione | Giudizio |
| ---------- | -------- |
| AllMusic   | [ 1 ]    |

Volume One è il primo album in studio del gruppo musicale stoner rock/doom metal statunitense Sleep, pubblicato nel 1991 dalla Tupelo Recording Company.

## Il disco
Volume One presenta un suono più cupo e un'influenza doom metal più marcata rispetto ai successivi lavori degli Sleep.

## Curiosità
- Si tratta dell'unico album registrato assieme al chitarrista Justin Marler prima che lasciasse il gruppo per diventare un monaco ortodosso.
- L'immagine di copertina è tratta da un quadro di Salvador Dalí intitolato "Soft Self-Portrait with Fried Bacon".

## Tracce
1. Stillborn – 6:18
2. The Suffering – 5:12
3. Numb – 3:30
4. Anguish – 5:37
5. Catatonic – 6:04
6. Nebuchadnezzar's Dream – 4:47
7. The Wall of Yawn – 5:32
8. Prey – 3:46
9. Scourge – 5:02

## Formazione
- Al Cisneros – voce, basso
- Matt Pike – chitarra elettrica
- Justin Marler – chitarra elettrica
- Chris Hakius – batteria